# Aegis Combat System

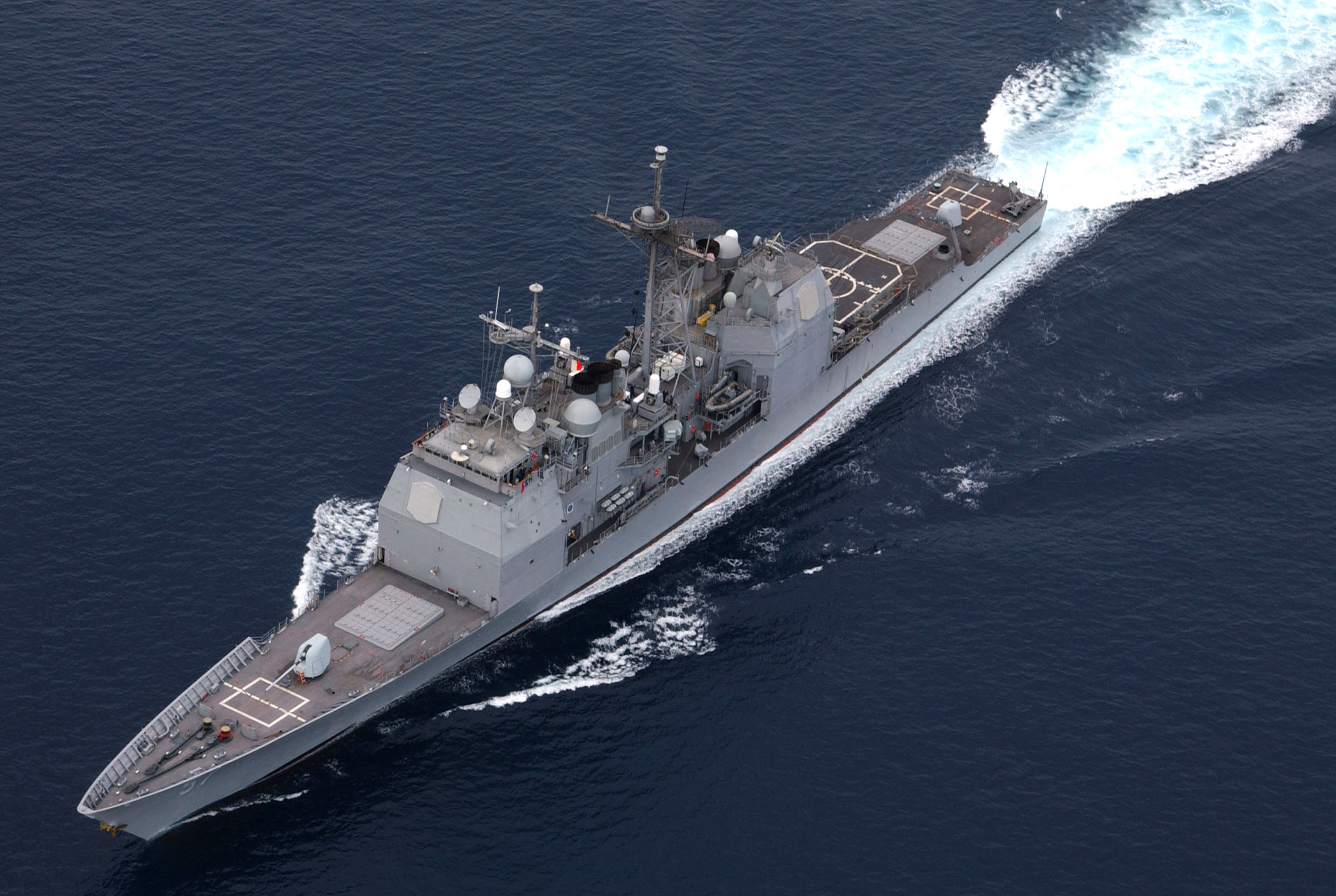
USS Lake Champlain (CG-57) met Aegis

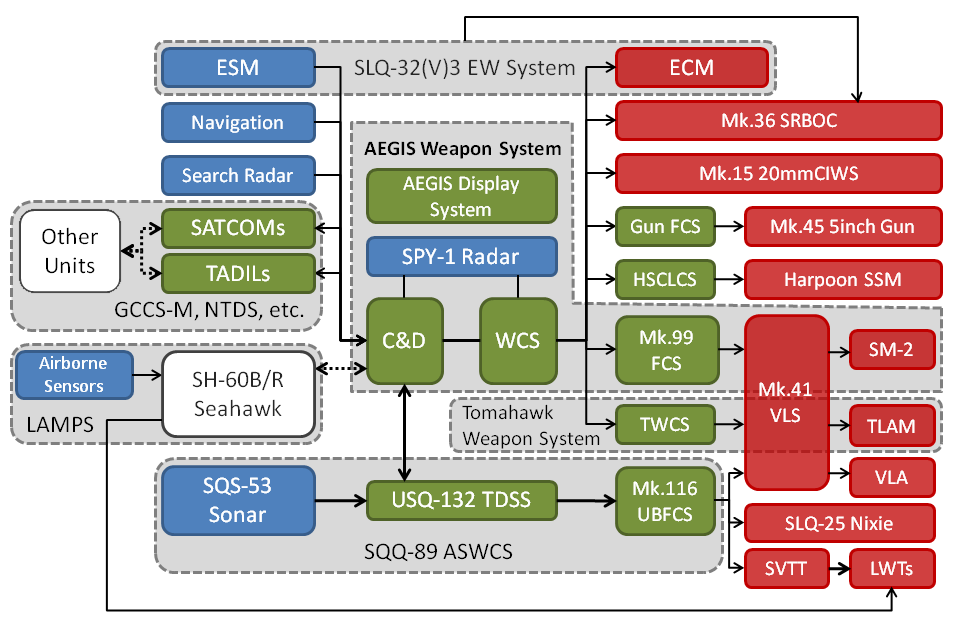
Blokdiagram van de werking van het Aegis Combat System

Het Aegis Combat System is een Amerikaans systeem van luchtverdediging op oorlogsschepen.
De naam verwijst naar Aegis (mythologie).
Het werd ontwikkeld door RCA en geproduceerd door Lockheed Martin Missiles.
De marines van de Verenigde Staten, Japan, Spanje, Noorwegen, Zuid-Korea en Australië gebruiken het.
Het verdedigt de NAVO tegen intercontinentale raketten.
Het bestaat uit een AN/SPY-1D radar van 4 megawatt, AN/AYK-14 computers en luchtdoelraketten.
Het systeem kan 100 doelwitten tegelijk volgen.